# Åklagardistrikt
Åklagardistrikt var en i Sverige 1965-1996 använd indelning av rikets åklagarväsende. Åklagardistrikten ersatte de tidigare landsfiskalsdistrikten (huvudsakligen på landsbygden, men även en del städer) samt i en del städer, stadsfiskaler och andra åklagare. Inom varje åklagardistrikt fanns en distriktsåklagare som var chefsåklagare. Från 1985 låg åklagardistrikten under åklagarregionerna.
När åklagardistrikten inrättades 1 januari 1965 låg de under länsåklagarmyndigheterna och länsåklagarna, förutom Stockholms, Göteborgs och Malmö åklagardistrikt som inte ingick i länsåklagarmyndigheternas verksamhetsområde. Chefen för åklagarmyndigheterna Stockholms, Göteborgs och Malmö åklagardistrikt hade titeln överåklagare.